# Municipio de Sawmill
El municipio de Sawmill (en inglés: Sawmill Township) es un municipio ubicado en el condado de Pawnee en el estado estadounidense de Kansas. En el año 2010 tenía una población de 19 habitantes y una densidad poblacional de 0,2 personas por km².

## Geografía
El municipio de Sawmill se encuentra ubicado en las coordenadas 38°8′19″N 99°30′22″O / 38.13861, -99.50611. Según la Oficina del Censo de los Estados Unidos, el municipio tiene una superficie total de 93.34 km², de la cual 93,27 km² corresponden a tierra firme y (0,07 %) 0,06 km² es agua.

## Demografía
Según el censo de 2010, había 19 personas residiendo en el municipio de Sawmill. La densidad de población era de 0,2 hab./km². De los 19 habitantes, el municipio de Sawmill estaba compuesto por el 100 % blancos. Del total de la población el 0 % eran hispanos o latinos de cualquier raza.